# Ligue de défense estonienne
La Ligue de défense estonienne (en estonien: Eesti Kaitseliit) est le nom des forces armées paramilitaires de la république d'Estonie. La Ligue de défense est une organisation de défense paramilitaire dont le but est de garantir la préservation de l'indépendance et de la souveraineté de l'État, l'intégrité de son territoire et son ordre constitutionnel.
Elle possède des armes et participe à des exercices militaires, remplissant les tâches qui lui sont confiées par la loi. L'organisation est divisée en 4 districts de défense territoriale qui se composent de 15 unités régionales de la Ligue de défense, appelées malevs, dont les zones de responsabilité coïncident pour la plupart avec les frontières des comtés estoniens.

## Mission
La Ligue de défense est une organisation de défense nationale militaire composée de volontaires, qui agit au profit du gouvernement estonien. La Ligue de défense possède des armes et participe à des exercices militaires. L’objectif principal de la Ligue de défense est, sur la base du libre arbitre et de l’initiative des citoyens, de renforcer la capacité de la nation à défendre son indépendance et son ordre constitutionnel, y compris en cas de menace militaire.
La Ligue de défense joue un rôle important dans le soutien des structures civiles. Ses membres aident à éteindre les feux de forêt, se portent volontaires en tant que membres adjoints de la police et assurent la sécurité lors de divers événements. Des unités, composées de membres volontaires de la Ligue de défense, participent également à des opérations internationales de maintien de la paix telles que dans les États des Balkans. La Ligue de défense et ses organisations affiliées entretiennent des relations avec des organisations partenaires dans les pays nordiques, aux États-Unis et au Royaume-Uni.

## Historique
La Ligue de défense est fondée le 11 novembre 1918. Au moment de sa création, le bureau est situé dans le bâtiment Brokusmäe n°8 à Tallinn, dans les anciens locaux du Conseil municipal du travail, qui est réquisitionné au profit de l'organisation. En décembre, l'état-major déménage dans le bâtiment n°5 de la rue Vene, le bureau de commandement des anciennes autorités de l'occupation allemande. Assurer la sécurité interne devient la tâche principale de l'organisation.

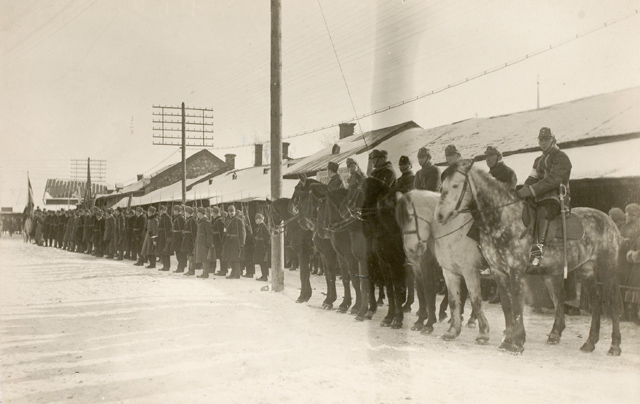
Les troupes de la Ligue de défense estonienne lors d'un défilé pendant l'entre-deux-guerres

Afin de confirmer ses statuts, l'ordre quotidien n°1 de la Ligue de défense estonienne est publié dès le 11 novembre.

Après la guerre d'indépendance, les activités de la Ligue de défense sont arrêtées et prennent fin le 12 août 1920.

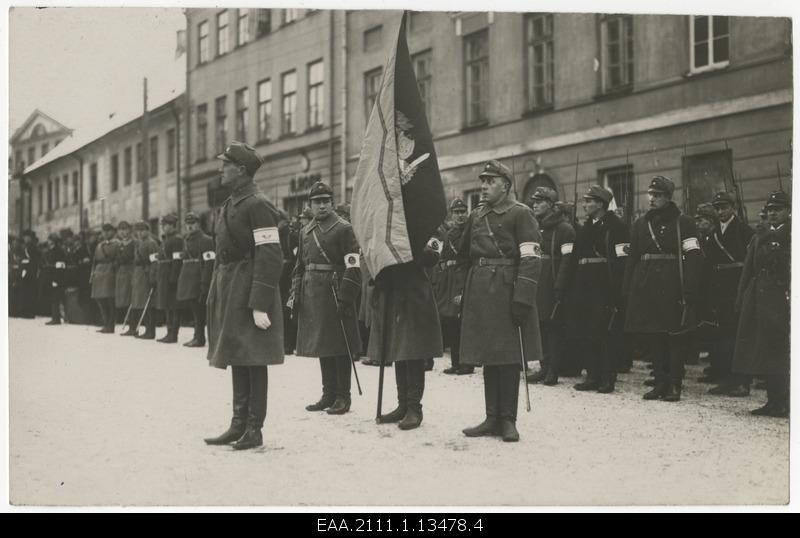
Les troupes de la Ligue de défense estonienne lors d'un défilé à Tartu (1925)

Après la tentative de coup d'état des communistes du 1er décembre 1924, la Ligue de défense est rétablie le 17 décembre 1924. La création est suivie par le renforcement de l'organisation et son enracinement réussi dans la société. En 1940, le nombre de membres de la Ligue de défense passe à 42 000 membres.
Les tâches de la Ligue de défense sont alors :
- d'aider les autorités judiciaires à protéger l'ordre constitutionnel en Estonie et la sécurité des citoyens ;
- de porter assistance en cas de catastrophe sociale ;
- de fournir une formation et une éducation militaires à ses membres ;
- d'approfondir le sentiment patriotique et national parmi les citoyens ;
- de développer l'éducation physique de la population ;
- d' effectuer d'autres tâches qui lui sont légalement assignées.

La Ligue de défense est dissoute le 27 juin 1940 par un décret du président Konstantin Päts. De nombreux membres sont victimes de la répression ou commencent rapidement une résistance indépendante face à l'occupation.

La Ligue de défense est rétablie le 17 février 1990 à Järvakandi. L'organisme et son organe directeur, le « Conseil central de la Ligue de défense » forment la première organisation de défense nationale à être rétablie. Au départ, l'armement, l'équipement et l'entraînement de l'Alliance de défense est relativement aléatoire. Beaucoup de jeunes membres de cette époque deviennent des officiers supérieurs des forces de défense, de la Ligue de défense ou des garde-frontières.

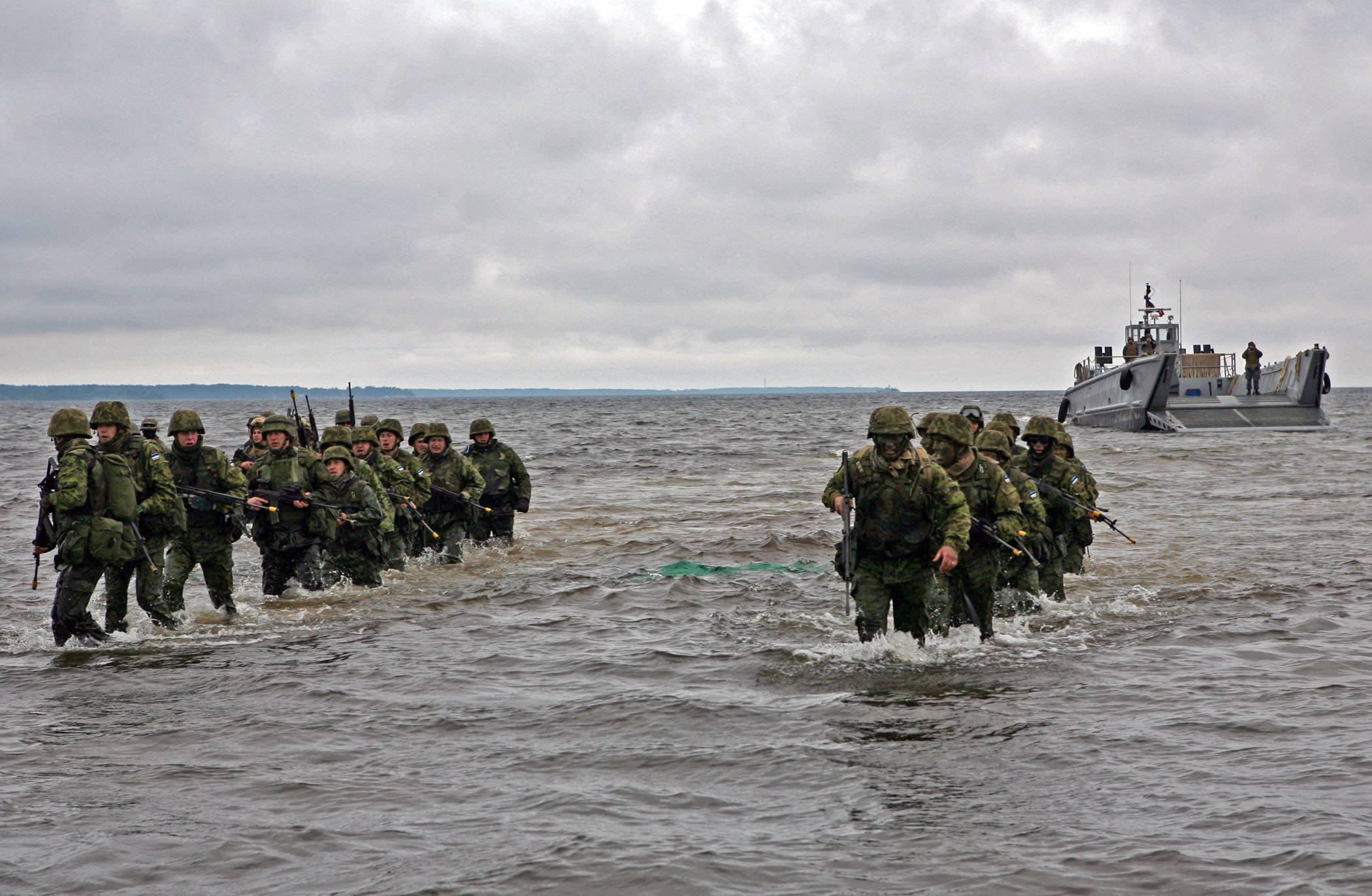
Les troupes de la Ligue de défense lors d'un exercice conjoint avec les marines américains en 2010

Lorsque l'Estonie retrouve son indépendance, la Ligue de défense reçoit de l'équipement avec l'aide de pays étrangers. Du matériel et des machines sont également achetés à des unités de l'armée soviétique partante. Après avoir acheté de nouvelles armes pour les forces de défense auprès d'Israël entre 1993-1994, la Ligue de défense reçoit un grand nombre d'armes retirées des forces de défense, principalement des lance-grenades chinois M-56, M-56-2 (AK-47), PF-89 et des mitrailleuses RPD. À la fin des années 1990 et au début des années 2000, l'organisation subit une sélection de ses membres et une réorganisation du système, ce qui augmente sa capacité de combat et réduit le nombre d'incidents qui portaient atteinte à sa réputation.
Après l'arrivée de l'assistance armée suédoise en 2002, la transition vers des armements au standards l'OTAN a lieu. Au milieu des années 2000, la Ligue de défense essaye de développer un système avec des bataillons basés sur des cercles de défense, qui est suspendu en raison de son inefficacité.

## Organisation
L’organisation est divisée en 4 districts de défense territoriale (maakaitseringkond) qui se composent de 15 unités régionales de la Ligue de défense (malev) dont les zones de responsabilité coïncident pour la plupart avec les frontières des comtés de l’Estonie,.
- District de défense territoriale Nord : Tallinn, Harju et Rapla
- District de défense territoriale Nord-est : Alutaguse, Viru, Jõgeva et Järva
- District de défense territoriale Sud : Põlva, Sakala, Tartu, Valgamaa et Võrumaa
- District de défense du territoire Ouest : Pärnumaa, Lääne and Saaremaa

Aujourd'hui, la Ligue de défense compte plus de 15 000 réservistes. Les organisations affiliées à la Ligue de défense regroupent plus de 25 000 volontaires et comprennent le corps féminin « Naiskodukaitse », le corps masculin « Noored Kotkad » et le corps féminin « Kodutütred ».

### Sous-unités - Corps féminin et jeunesse

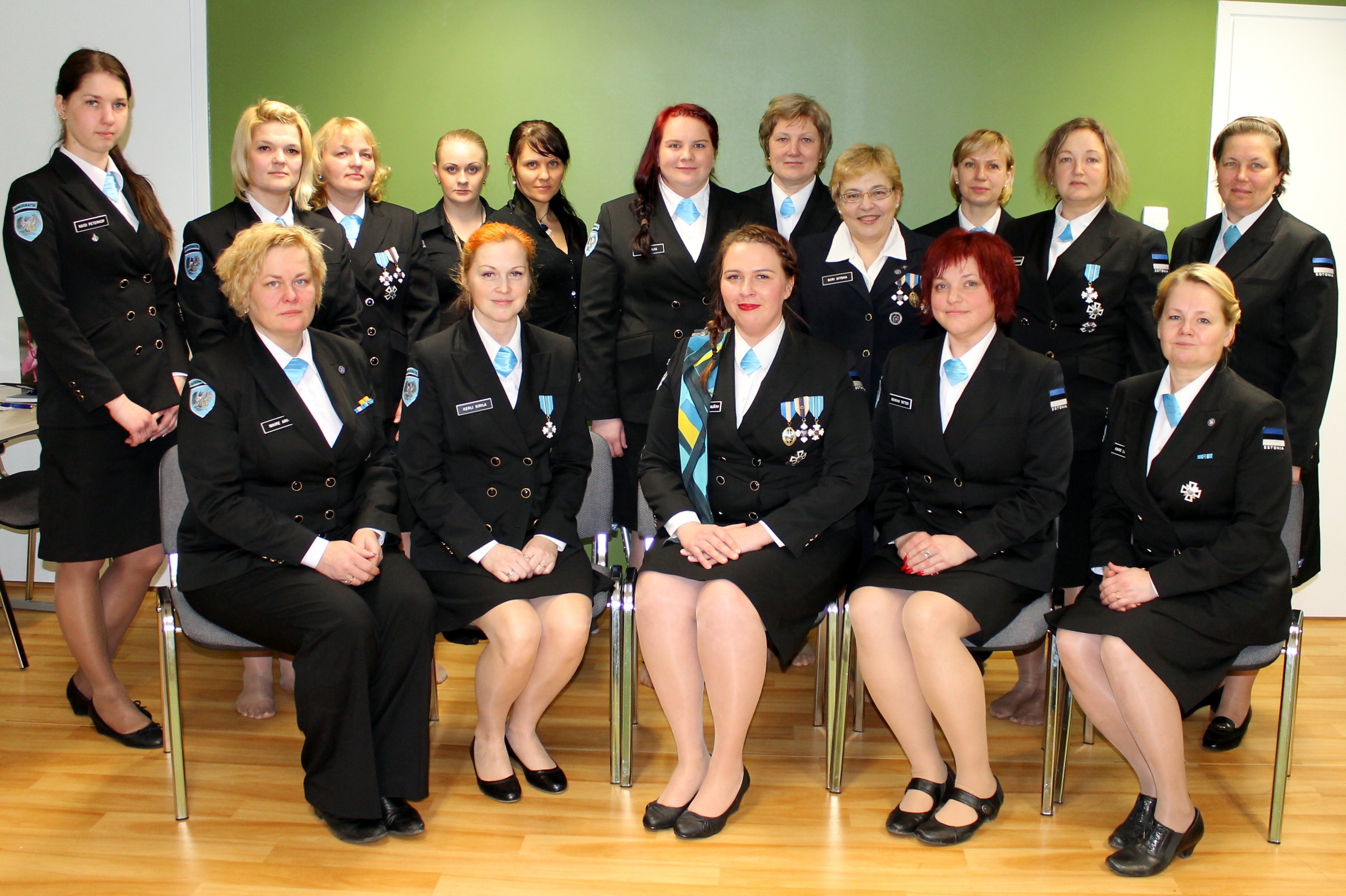
Membres du Corps féminin du comté de Järva

#### Corps féminin de la Ligue de défense
Le corps féminin de la Ligue de défense, « Naiskodukaitse », est une organisation de soutien de l'organisation. Les principales fonctions du corps sont les suivantes :
- Aider la Ligue de défense à défendre l'indépendance de l'Estonie et son ordre constitutionnel, assurer la sécurité de ses citoyens et s'acquitter de toutes autres fonctions ;
- Organiser et assurer les services médicaux de la Ligue de défense en coopération avec les unités régionales ;
- Promouvoir les idéaux de la Ligue de défense et le sentiment national ;
- Participer à l'organisation de la vie sociale de la Ligue de défense.

#### Corps des filles de la Ligue de défense
Le corps des filles de la Ligue de défense, « Kodutütred », a été créé pour accroître le sentiment patriotique et la volonté de défendre l’indépendance de l’Estonie parmi les jeunes filles, pour renforcer l'amour de la maison et de la patrie, encourager le respect de la langue et des modes de pensée estoniens.

#### Corps des garçons de la Ligue de défense
Le corps des garçons de la Ligue de défense, « Noored Kotkad » a pour objectif d'élever des jeunes comme de bons citoyens avec un corps et un esprit sains. Outre de nombreuses activités, telles que le saut en parachute, le vol en planeur, la course d'orientation, le tir aux armes, le corps des garçons participe également à de nombreuses épreuves, la plus populaire mais aussi la plus difficile étant la compétition de reconnaissance Mini-Erna 35 km .

## Culture

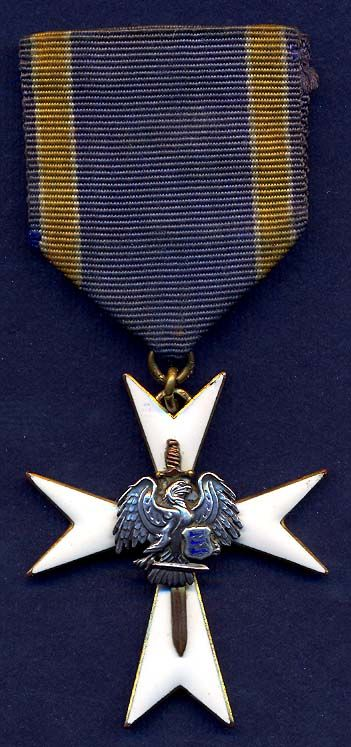
Médaille de la Croix blanche de la Ligue de défense

Le jour de la victoire estonienne (1919) est célébré jusqu'à la Seconde Guerre mondiale avec des défilés militaires, organisés par la Ligue de défense estonienne. Depuis 2000, des défilés du Jour de la Victoire sont de nouveau organisés par l'organisation tous les 23 juin. Le défilé de 2015 voit également participer un nombre croissant de contingents militaires des pays de l'OTAN (Lettonie, États-Unis, Finlande, Pologne et Suède). L'édition de 2016 accueille des troupes américaines et lettones mais également de nouveaux contingents venant de Lituanie et du Danemark.
En 2006, le premier examen de la flotte dans l'histoire de l'Estonie est mené par la Ligue en juin à Saaremaa.
En 2016, la subdivision Sakala de la Ligue de défense estonienne forme le premier pipe band estonien, sa première représentation a lieu lors du défilé annuel du Jour de la Victoire la même année,. Le groupe utilise 4 ensembles de tambours et 12 ensembles spéciaux,. L'idée d'une telle unité est venue à l'origine du président Lennart Meri en 2001 alors qu'il visitait le festival de musique folklorique de Viljandi,. L'idée a ensuite été relancée par le président Toomas Hendrik Ilves en 2010 et Ando Kiviberg, célèbre joueur de cornemuse local et chef du festival folklorique de Viljandi, chargé de former le groupe,.

## Personnel
En décembre 2011, la ligue et ses organisations affiliées comptaient plus de 21 000 membres:
- Ligue de défense – 13 138
- Corps féminin – 1 676
- Corps des garçons – 3 200
- Corps des filles – 3 537

Le déclenchement de la crise ukrainienne au début de 2014 a accru la méfiance à l'égard des voisins « dominants » des États baltes et provoqué un afflux important de volontaires au sein de la Ligue de Défense.

### Commandement
Le commandant de la Ligue de défense est l'officier le plus haut gradé de l'organisation, bien qu'il puisse ne pas être officier supérieur au moment de sa nomination. Le commandant est responsable du personnel, de la formation, des équipements et du développement de l'organisation. Il ne sert pas de commandant sur le champ de bataille. Le commandant est nommé par le commandant des forces de défense ou par le commandant en chef suprême des forces de défense. Le commandant actuel est le général de brigade Riho Ühtegi, nommé en 2019. Depuis 2018, le colonel Jaak Mee est le chef d'état-major de la Ligue de défense.

### Grades
La structure des grades de la Ligue de défense estonienne correspond à celle du reste des forces de défense estoniennes. Des variantes spécifiques à la Ligue peuvent toutefois exister.

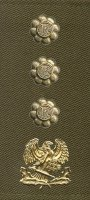
Kaitseliidu ülem Commandant
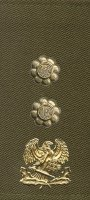
Kaitseliidu Peastaabi ülem Chef d'état major
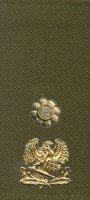
Kaitseliidu maleva pealik Chef de malev
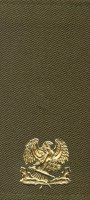
Vanematekogu liige Membre de conseil
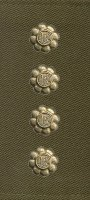
Maleva vaneminstruktor Instructeur en chef
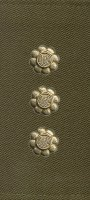
Malevkonna pealik Chef de malevkonna
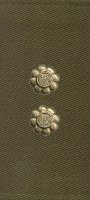
Kompanii pealik Chef de compagnie
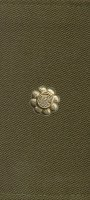
Rühma pealik Chef de section
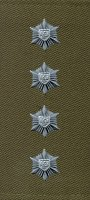
Rühmapealik eriüksustes Chef de section spéciale
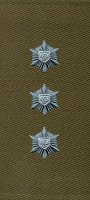
Rühmapealiku abi Adjoint au chef de section
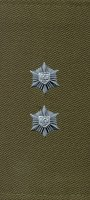
Jaopealik Chef de groupe
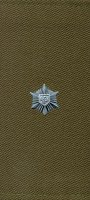
Jaopealiku abi Adjoint au chef de groupe

### Uniformes
L'uniforme standard des forces de défense estoniennes est l'ESTDCU, délivré également au personnel de la Ligue de défense. Lors de certaines occasions festives (comme les défilés), des brassards blancs avec l'insigne de l'unité territoriale sont portés. Les uniformes civils sont portés par la division féminine lors des défilés et des cérémonies.
Des brassards ont également déjà été portés sur des vêtements civils pour distinguer les membres de la Ligue de défense des civils pendant les périodes où les unités de la Ligue de défense n'avaient pas suffisamment de stocks pour fournir à chaque membre un uniforme, comme lors de la Première Guerre mondiale ou encore au début des années 1990.

## Matériel

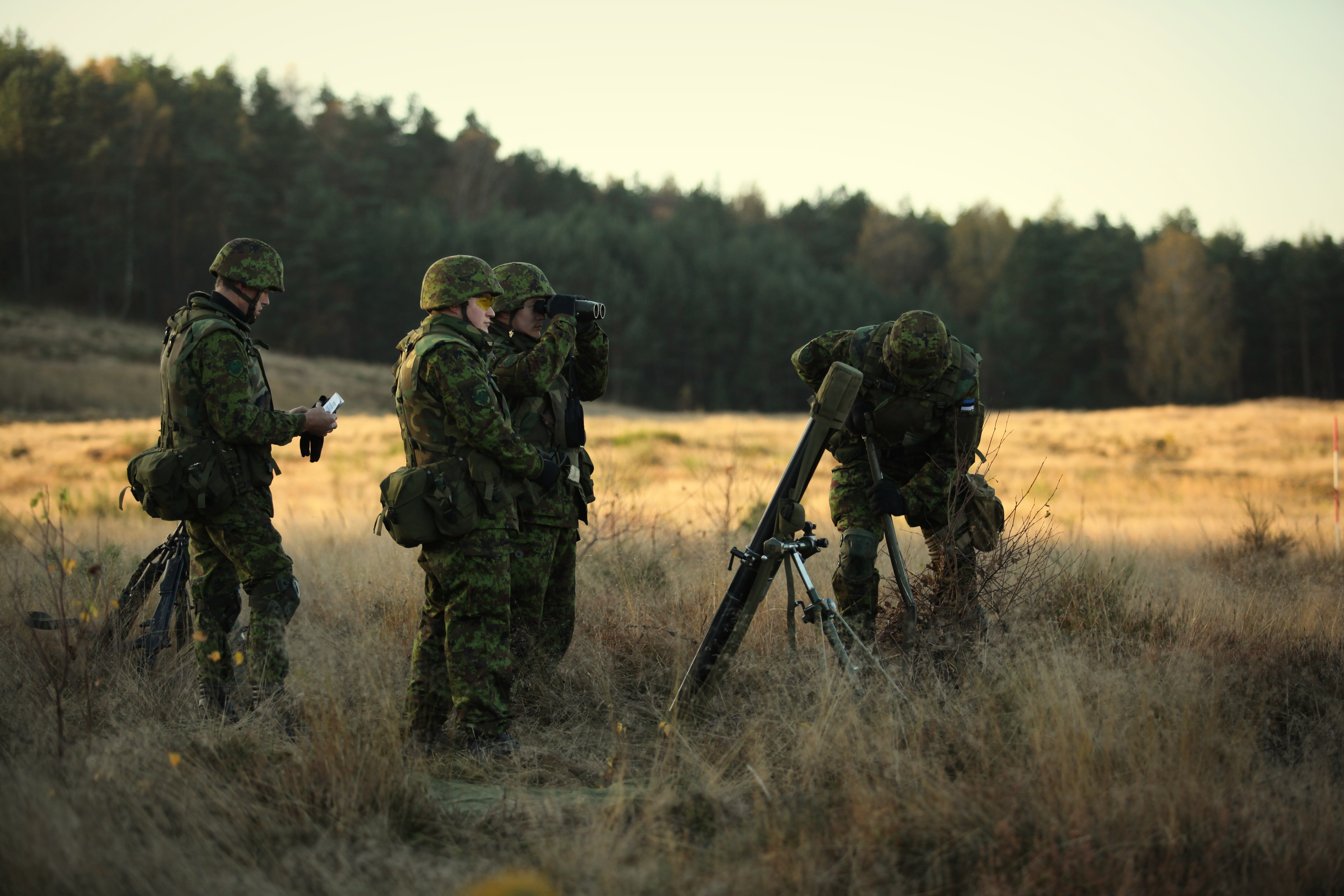
Mortier de la Ligue de défense durant l'exercice de l'OTAN Steadfast Jazz 2013

L'arme d'infanterie de base de la Ligue de défense est le LMT R-20 RAHE 5,56 mm, mais la majorité des soldats sont équipés de l'IMI Galil ou du fusil G3 de 7,62 mm. Les fusils M14 modifiés sont utilisés par les tireurs d'élite. Le fusil Galil est progressivement abandonné au profit du R-20 RAHE.
Le tir de suppression est fourni par les mitrailleuses Ksp 58 et MG3, le tir indirect est assuré par les armes antichar M-69 et les lance-grenades B-300, ainsi que par le mortier B455 de 81 mm.
Certains groupements tactiques comprennent également des unités antichar équipées de fusils sans recul Carl Gustav de 84 mm et de canons antichars Pvpj 1110 de 90 mm. La Ligue de défense utilise une variété de véhicules de transport tactiques et un petit nombre de véhicules blindés de transport de troupes, y compris le BTR-80, et quelques vieux véhicules blindés suédois.
En mars 2014, l'Estonie achète 95 Mercedes-Benz-1017A à l'Allemagne au profit de la Ligue pour un prix d'achat de deux millions d'euros,.

## Engagements
Les membres de la Ligue participent à des missions à l'étranger aux côtés des forces armées régulières, comme lors des opérations et missions suivantes :
- ESTGUARD - Un peloton d'infanterie déployé dans le cadre de la Force européenne Althea[17]
- ESTRIF – Un peloton d'infanterie déployé au profit de la KFOR[18]
- Un peloton d'alerte au profit du groupement tactique nordique
- Officiers d'état-major déployés au sein du quartier général de la KFOR au Kosovo
- Participation à l'ISAF et à la MNF-I

Avant chaque déploiement à l'étranger, une session de formation intensive de 20 semaines est menée aux côtés des troupes régulières.